# Gurdići (Republika Serbska)
Gurdići (cyr. Гурдићи) – wieś w Bośni i Hercegowinie, w Republice Serbskiej, w mieście Sarajewo Wschodnie, w gminie Sokolac. W 2013 roku liczyła 20 mieszkańców.